# Pomník rakouského c. k. pěšího pluku č. 12 (Máslojedy)
Pomník rakouského c. k. pěšího pluku č. 12, tzv. Říman se nalézá na katastru obce Máslojedy v okrese Hradec Králové u polní cesty vedoucí do obce Benátky. Pomník je chráněn jako kulturní památka ČR. Národní památkový ústav tento pomník uvádí v katalogu památek pod rejstříkovým číslem ÚSKP 25378/6-652.

## Historie
Pomník rakouského c. k. pěšího pluku č. 12 byl odhalen příslušníky pluku dne 7. června 1867 na památku padlých druhů v bitvě u Hradce Králové z války roku 1866. Pomník je jedním z nejstarších pomníků nalézajících se v areálu bojiště.

## Popis
Pomník postavený podle návrhu nadporučíka Schuttermayera představuje sochu raněného římského vojáka opřeného o patku stojící uražené části válcovitého sloupu. Socha Římana je umístěna na velkém hranolu s římsou. Okolo pomníku je ozdobný kovový plot.
Na přední straně pomníku je německý a na levé straně český nápis: „Důstojnický sbor c.k. 12. řadového pěšího pluku arcivévody Viléma svým 3. července 1866, padlým druhům“. Vzadu je německý a vpravo český nápis se jmény padlých důstojníků a počet 294 padlých mužů.

## Galerie

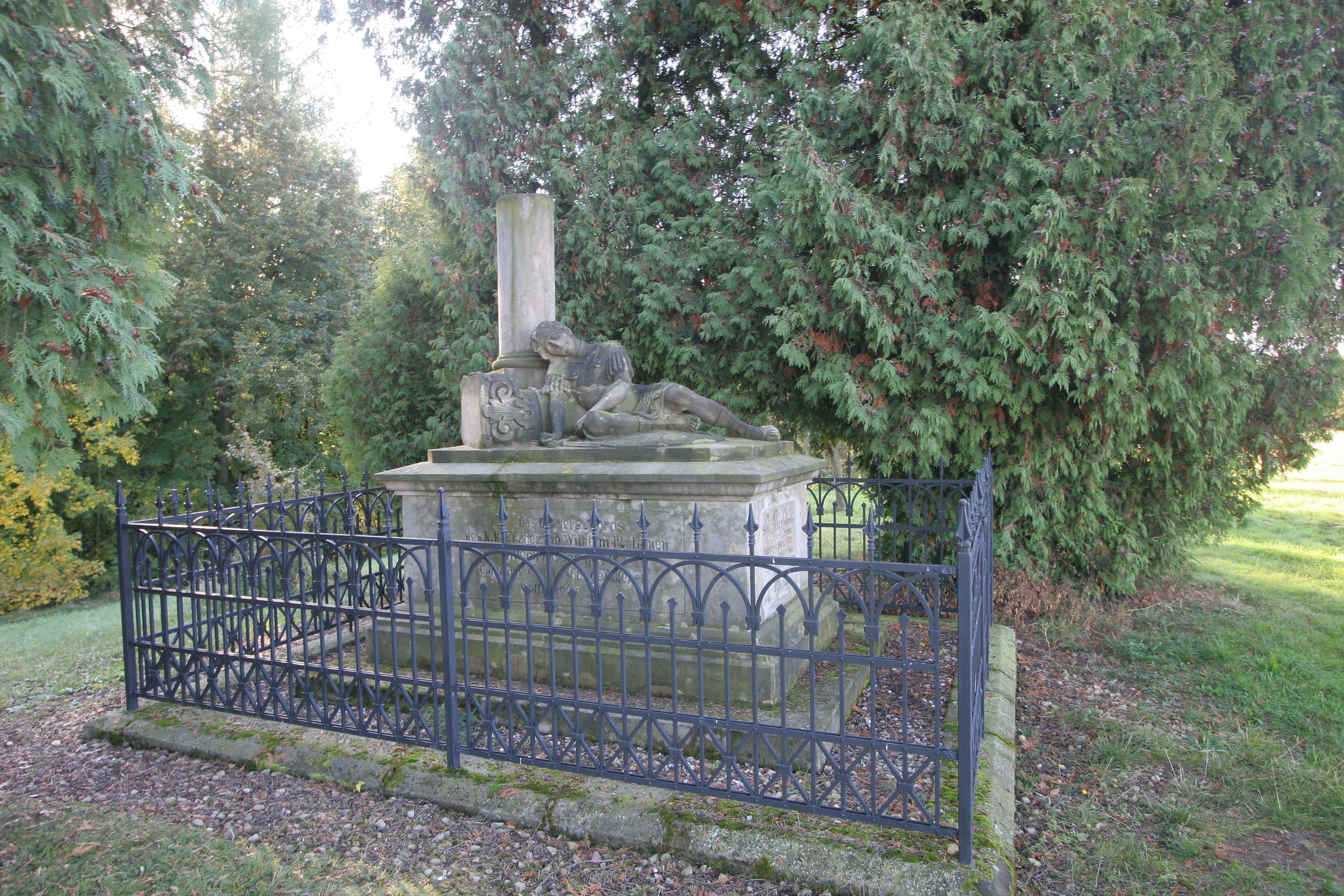
Pomník rakouskému c. k. pěšímu pluku č. 12 – tzv. Říman u Máslojed
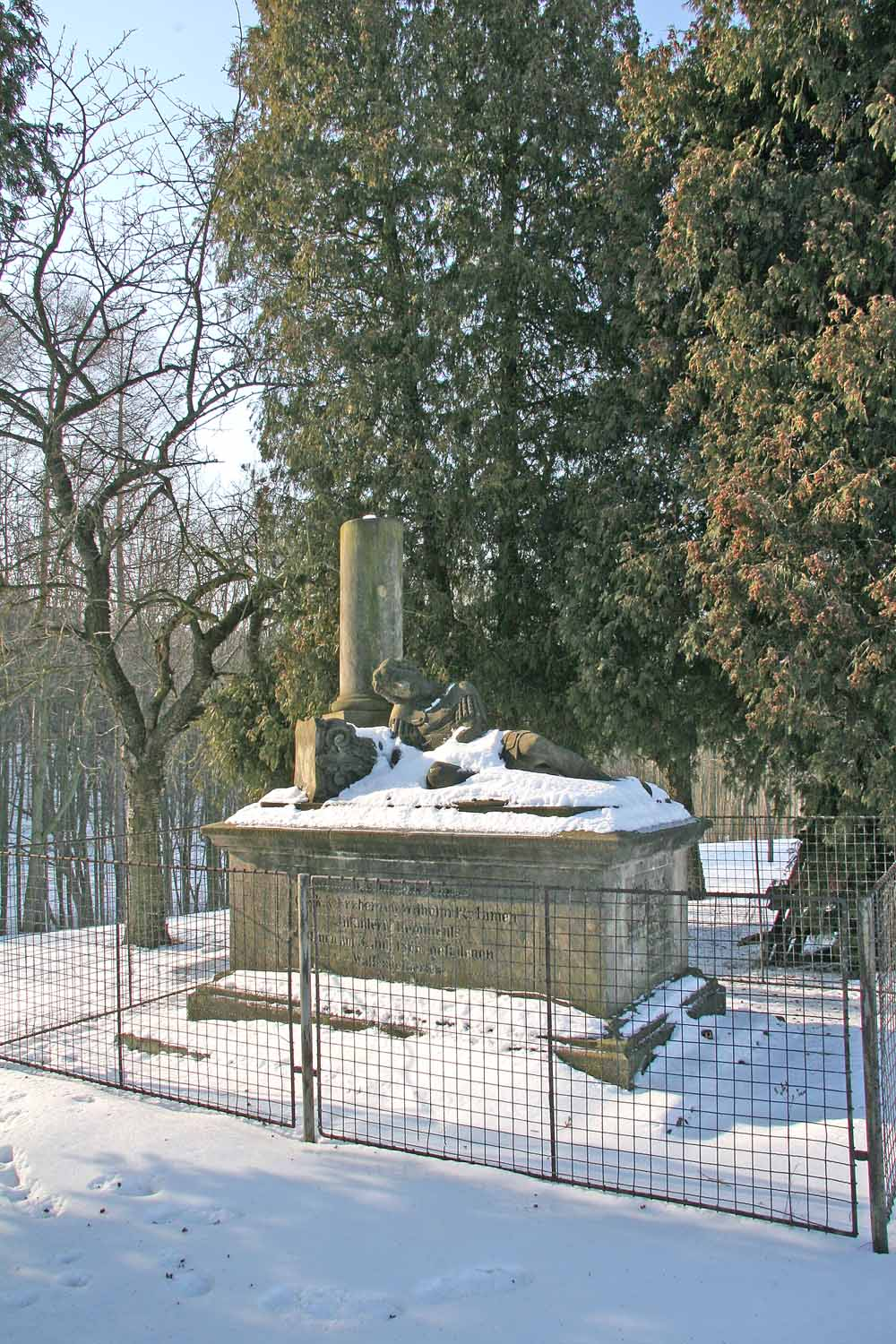
Pomník  rakouskému c. k. pěšímu pluku č. 12 – tzv. Říman u Máslojed